# Shiplake
Shiplake is een civil parish in het bestuurlijke gebied South Oxfordshire, in het Engelse graafschap Oxfordshire, met 1.954 inwoners (2011).